# Paula Tesoriero
Paula Tesoriero, MZNM (ur. 29 sierpnia 1975) – nowozelandzka niepełnosprawna kolarka. Mistrzyni paraolimpijska z Pekinu w 2008 roku.

## Medale Igrzysk Paraolimpijskich

### 2008
- - Kolarstwo - trial na czas - 500 m - LC 3–4/CP 3
- - Kolarstwo - trial na czas - LC 3–4/CP 3
- - Kolarstwo - bieg pościgowy indywidualnie - LC 3–4/CP 3